# 毛利貞元
毛利 貞元（もうり さだもと、? - 延徳元年（1489年）11月）は、因幡国の国人で同国私部城城主。官職は民部大輔、通称は次郎。

## 経歴
貞元の一族、因幡毛利氏は永享年間より幕府奉公衆を代々務めた家柄で、貞元自身も奉公衆を務めた。
文明11年（1479年）春、応仁の乱が長期化し、山名氏の統治にほころびが生じ始める中、貞元は若桜の矢部氏ら国人衆を束ね、毛利次郎の乱と呼ばれる大規模反乱を起こした。蜂起から半年程度は優位に戦いを進めていった貞元であるが、下向した惣領の山名政豊の軍勢には敵うことができず、翌文明12年（1480年）の春頃には鎮圧された。
鎮圧後の貞元は奉公衆であったことが幸いし、助命された。加えて、厳罰に処せられた形跡もなく、3年後の文明15年（1483年）3月8日には堂々と犬追物に参加している。この後も貞元は犬追物に参加しており、同年11月14日からは矢部宗春と共にその名が見える（参考・「伊勢家書」）。
長享元年（1487年）12月30日、赤松氏重臣浦上則宗の働きかけにより正式に赦免された貞元は、赤松氏支援の下、山名政実を擁立して再度、山名氏に対して反乱を起こした。しかし、戦局は貞元側に不利であったようで、延徳元年（1489年）9月5日の徳丸河原合戦で敗北、同年11月には山名豊時の軍勢に攻め込まれ私部城において自刃した。